# Eodorcadion savitskyi
Eodorcadion savitskyi es una especie de escarabajo longicornio perteneciente al género Eodorcadion, categorizada en la tribu Dorcadionini, de la subfamilia Lamiinae. Fue descrita por Danilevsky en 2014.
El período de actividad en los ejemplares adultos se presenta durante el mes de julio.

## Descripción
Mide 16-23,5 mm de longitud.

## Distribución
Se distribuye por Asia: en Mongolia.